# Rudolf Zahn
Rudolf Zahn (* 25. April 1875 in Kassel; † 10. März 1916 vor Verdun am Toten Mann) war ein deutscher Architekt.

## Leben
Rudolf Zahn studierte zunächst an der Rheinischen Friedrich-Wilhelms-Universität Bonn. 1894 wurde er Mitglied des Corps Rhenania Bonn. Anschließend studierte er Architektur in Karlsruhe, Dresden und Berlin. Nach dem Studium war er zunächst als Mitarbeiter „auf zwei bedeutenden Berliner Ateliers“ tätig, nämlich bei Otto March und Ernst von Ihne. 1902 machte er sich als Architekt in Berlin-Charlottenburg selbständig.
Zahn gehörte zu den bekannten Architekten seiner Zeit. Er beteiligte sich mehrfach erfolgreich an Architekturwettbewerben.
Am Ersten Weltkrieg nahm Zahn als Hauptmann der Landwehr teil. Er fiel 1916 am Toten Mann bei den Kämpfen vor Verdun.

## Auszeichnungen
- 1909: Ernennung zum Herzoglich sächsischen Hofbaurat[3]
- 1914: Ritterkreuz II. Klasse des Herzoglich Sachsen-Ernestinischen Hausordens, 1914[6]
- Ende 1914 / Anfang 1915: Ernennung zum Großherzoglich Oldenburgischen Baurat[5]
- Eisernes Kreuz II. Klasse

## Bauten und Entwürfe

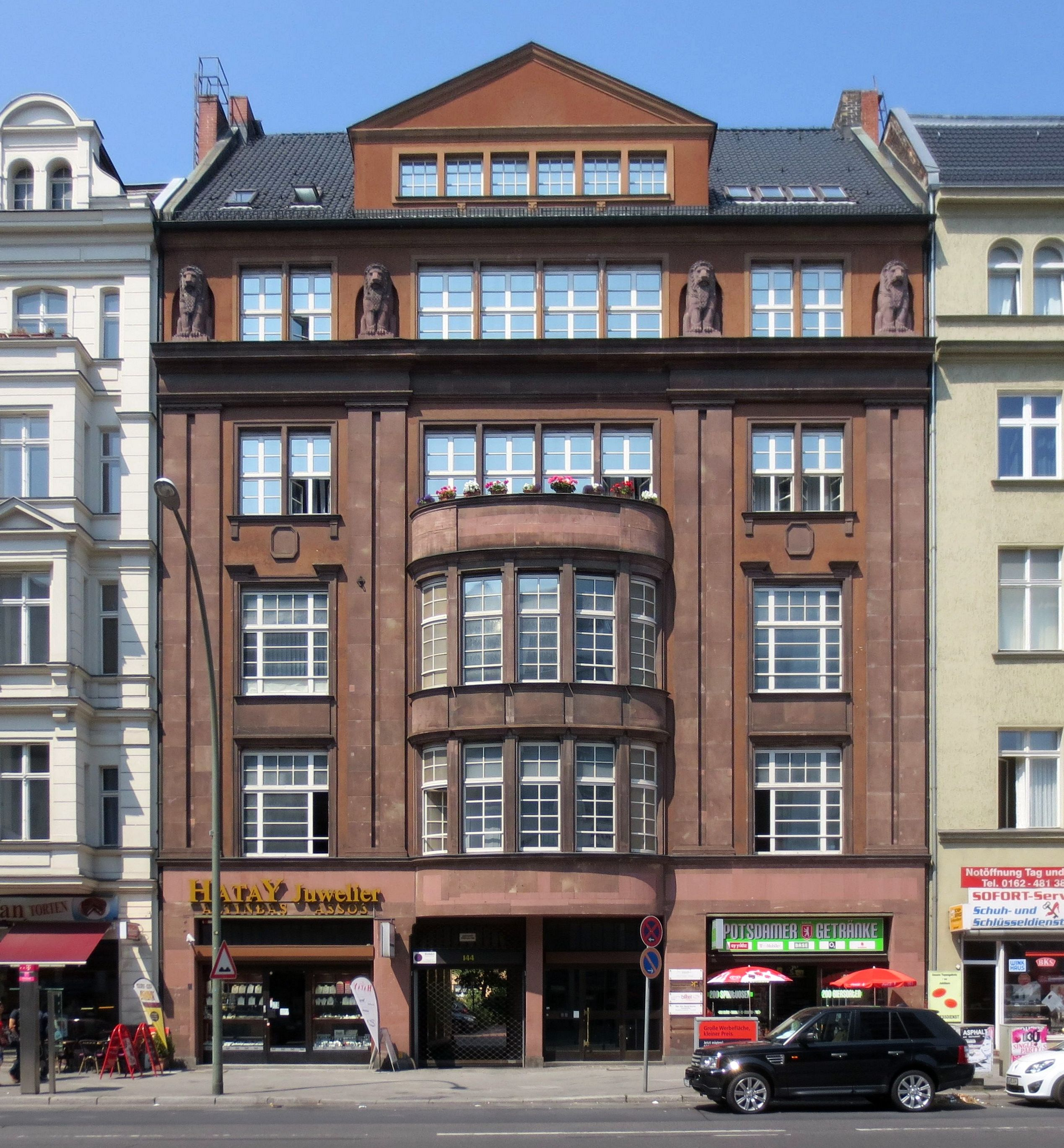
Carisch-Haus, Berlin-Schöneberg

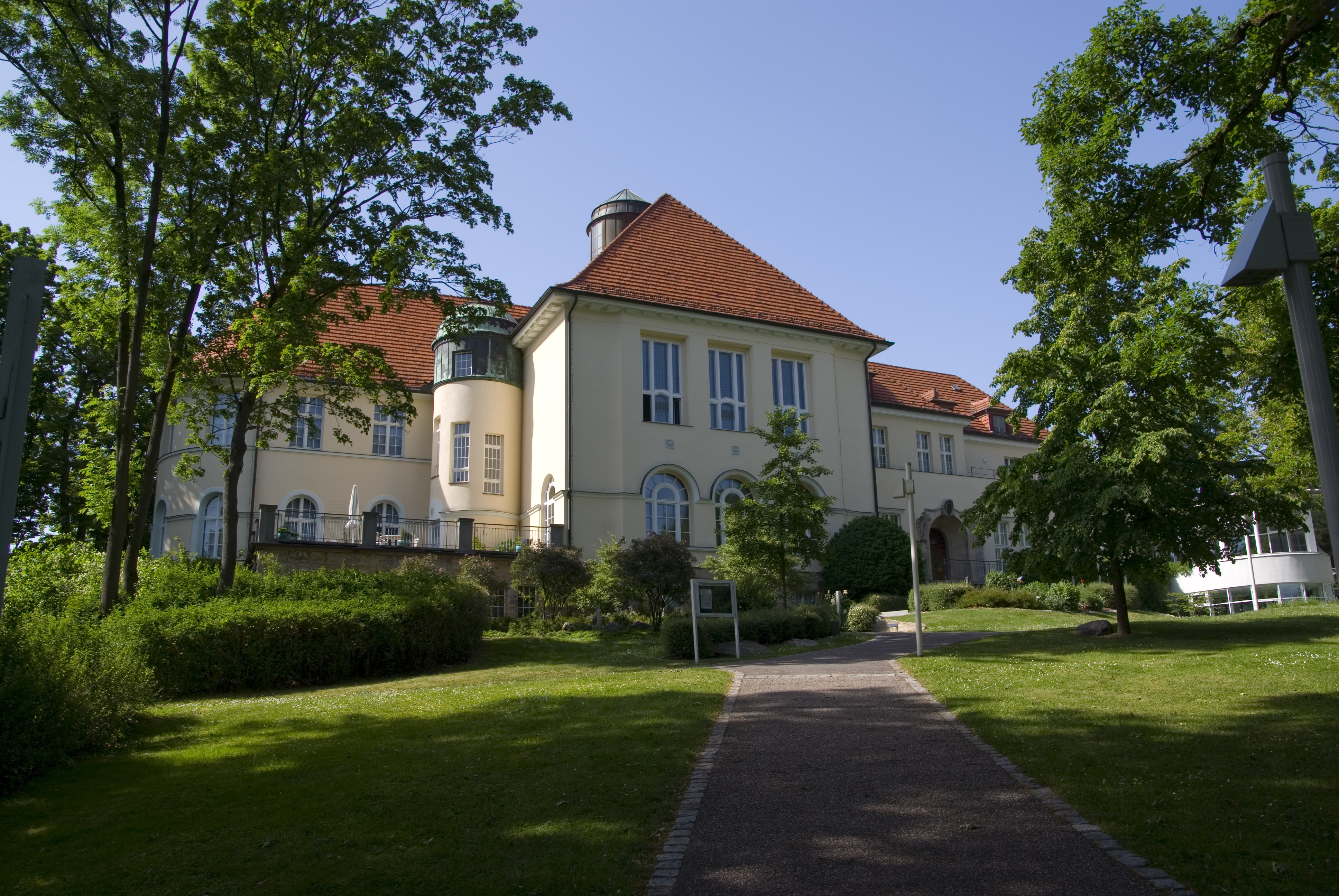
Naturkundemuseum Coburg

- 1905: Wettbewerbsentwurf für das Clausewitz-Denkmal in Breslau (prämiert mit dem 1. Preis, nicht ausgeführt)[7][4]
- 1905–1906: Wohn- und Geschäftshaus in Berlin-Tiergarten, Potsdamer Straße 116 (ursprüngliche Hausnummer 45, mit Restaurant „Zum Fürsten Bülow“; unter Denkmalschutz)[7][8]
- um 1906: Erbbegräbnis der Familie Zahn in Kassel[7]
- 1906–1907: Haus der Gesellschaft für Vaterländische Kultur in Breslau, An der Matthiaskunst (nach siegreichem Wettbewerbsentwurf; nach 1945 durch die Medizinische Akademie Wrocław genutzt)[4]
- 1906–1907: Clubhaus des Bonner Eisclubs in Bonn-Kessenich (nach siegreichem Wettbewerbsentwurf)[9]
- 1907–1908: Wohn- und Geschäftshaus für die Kaffee-Großhandlung Carl Richard Schmidt, genannt Carisch-Haus, in Berlin-Schöneberg, Potsdamer Straße 144 (ursprünglich Hausnummer 60, um 1909 auch Wohnsitz von Rudolf Zahn; unter Denkmalschutz)[10][11]
- 1908: Wohnhaus für den Kaufmann Wilhelm Quantmeyer in Berlin-Dahlem, Podbielskiallee 14–18[12]
- 1908: Herrenhaus auf Rittergut Mühlrädlitz, Niederschlesien[13]
- um 1908: Arbeiterkolonie in Ammendorf bei Halle (Saale)[4]
- 1908–1909: Geschäftshaus für die Niederlassung der Hartwig & Vogel AG, genannt Tell-Haus, in Berlin, Am Spittelmarkt 15 (zerstört)[14]
- 1908–1909: Ibach-Haus in Berlin-Tiergarten, Pohlstraße 58 (ursprünglich Steglitzer Straße 27; Vorderhaus zerstört)[15]
- um 1909: Klubhaus der Seglervereinigung 1903 Berlin e. V. in Berlin-Nikolassee, Wannseebadweg 40 (nicht erhalten)[16]
- 1910: Wohnhaus für den Fabrikanten H. Reichmann in Berlin-Charlottenburg-Westend, Lindenallee 40[17]
- 1911: Wohnhaus für Hans Richter in Berlin-Charlottenburg-Westend, Ulmenallee 30[18][12]
- 1911: Wohnhaus für Martin Flatow in Berlin-Grunewald, Siemensstraße 28 (zerstört)[12]
- 1912–1914: Naturkundemuseum Coburg[19]
- um 1914: Villa für Dr. Bröcking in Düsseldorf[19]
- um 1914: Villa für M. Schaposchnikow in Moskau[19]